# Matías Viña
Matías Viña est un footballeur uruguayen né le 9 novembre 1997 à Empalme Olmos. Il évolue au poste d'arrière gauche au CR Flamengo.

## Biographie

### En club
Le 16 septembre 2019, il se met en évidence avec le Club Nacional, en étant l'auteur d'un doublé dans le championnat d'Uruguay, lors de la réception du Liverpool Fútbol Club (victoire 4-1).
En 2020, il remporte avec le club de Palmeiras la Copa Libertadores, en battant l'équipe du Santos FC en finale. Il marque notamment un but en demi-finale contre l'équipe argentine de River Plate.
Le 25 janvier 2024, après de longues négociations, Viña a été officiellement annoncée par Flamengo. Le contrat de l’Uruguayen avec le Rubro-Negro court jusqu’en décembre 2028. L’accord a été scellé pour environ 9 millions d’euros. Étant 8 millions d’euros fixes et 1 million d’euros divisés en deux versements de 500 mille euros par bonus.

### En équipe nationale
Avec les moins de 20 ans, il participe au championnat de la CONMEBOL des moins de 20 ans en 2017. Il joue huit matchs lors de ce tournoi, inscrivant un but contre le Brésil. L'Uruguay remporte cette compétition.
Il dispute dans la foulée la Coupe du monde des moins de 20 ans organisée en Corée du Sud. Lors du mondial junior, il joue trois matchs. L'Uruguay est battue en demi-finale par le Venezuela.
Le 7 septembre 2019, il dispute sa première rencontre en équipe nationale A lors d'un match amical face au Costa Rica (victoire 2-1) en rentrant en jeu en remplacement de Diego Laxalt. Le 16 octobre 2019, il délivre sa première passe décisive, en amical contre le Pérou (score : 1-1).
En juin 2021, il est retenu par le sélectionneur Óscar Tabárez afin de participer à la Copa América organisée au Brésil. Lors de ce tournoi, il officie comme titulaire au poste d'arrière gauche, et joue l’intégralité des cinq matchs disputés par son équipe. L'Uruguay s'incline en quart de finale face à la Colombie, après une séance de tirs au but.
Le 10 novembre 2022, il est sélectionné par Diego Alonso pour participer à la Coupe du monde 2022.

## Statistiques

### En sélection nationale
| Saison                | Sélection             | Phases finales        | Phases finales | Phases finales | Phases finales | Éliminatoires CDM | Éliminatoires CDM | Éliminatoires CDM | Matchs amicaux | Matchs amicaux | Matchs amicaux | Total | Total | Total |
| Saison                | Sélection             | Compétition           | M              | B              | Pd             | M                 | B                 | Pd                | M              | B              | Pd             | M     | B     | Pd    |
| --------------------- | --------------------- | --------------------- | -------------- | -------------- | -------------- | ----------------- | ----------------- | ----------------- | -------------- | -------------- | -------------- | ----- | ----- | ----- |
| 2019-2020             | Uruguay               | -                     | -              | -              | -              | -                 | -                 | -                 | 6              | 0              | 2              | 6     | 0     | 2     |
| 2020-2021             | Uruguay               | Copa América 2021     | 5              | 0              | 0              | 5                 | 0                 | 0                 | -              | -              | -              | 10    | 0     | 0     |
| 2021-2022             | Uruguay               | -                     | -              | -              | -              | 6                 | 0                 | 0                 | 2              | 0              | 0              | 8     | 0     | 0     |
| 2022-2023             | Uruguay               | Coupe du monde 2022   | 2              | 0              | 0              | -                 | -                 | -                 | 4              | 0              | 0              | 6     | 0     | 0     |
| 2023-2024             | Uruguay               | Copa América 2024     | 5              | 1              | 1              | 5                 | 0                 | 1                 | 1              | 0              | 0              | 11    | 1     | 2     |
| Total sur la carrière | Total sur la carrière | Total sur la carrière | 12             | 1              | 1              | 16                | 0                 | 1                 | 13             | 0              | 2              | 41    | 1     | 4     |

## Palmarès

### En club
- Nacional
  - Champion d'Uruguay en 2019
  - Vainqueur de la Supercoupe d’Uruguay en 2019

- Palmeiras
  - Vainqueur de la Copa Libertadores en 2020
  - Finaliste de la Recopa Sudamericana en 2021
  - Vainqueur de la Coupe du Brésil en 2020
  - Finaliste de la Supercoupe du Brésil en 2021
  - Vainqueur du Campeonato Paulista en 2020

- AS Rome
  - Vainqueur de la Ligue Europa Conférence en 2022

### En sélection
- Uruguay -20 ans
  - Vainqueur du championnat sud-américain des moins de 20 ans en 2017